# Malinois

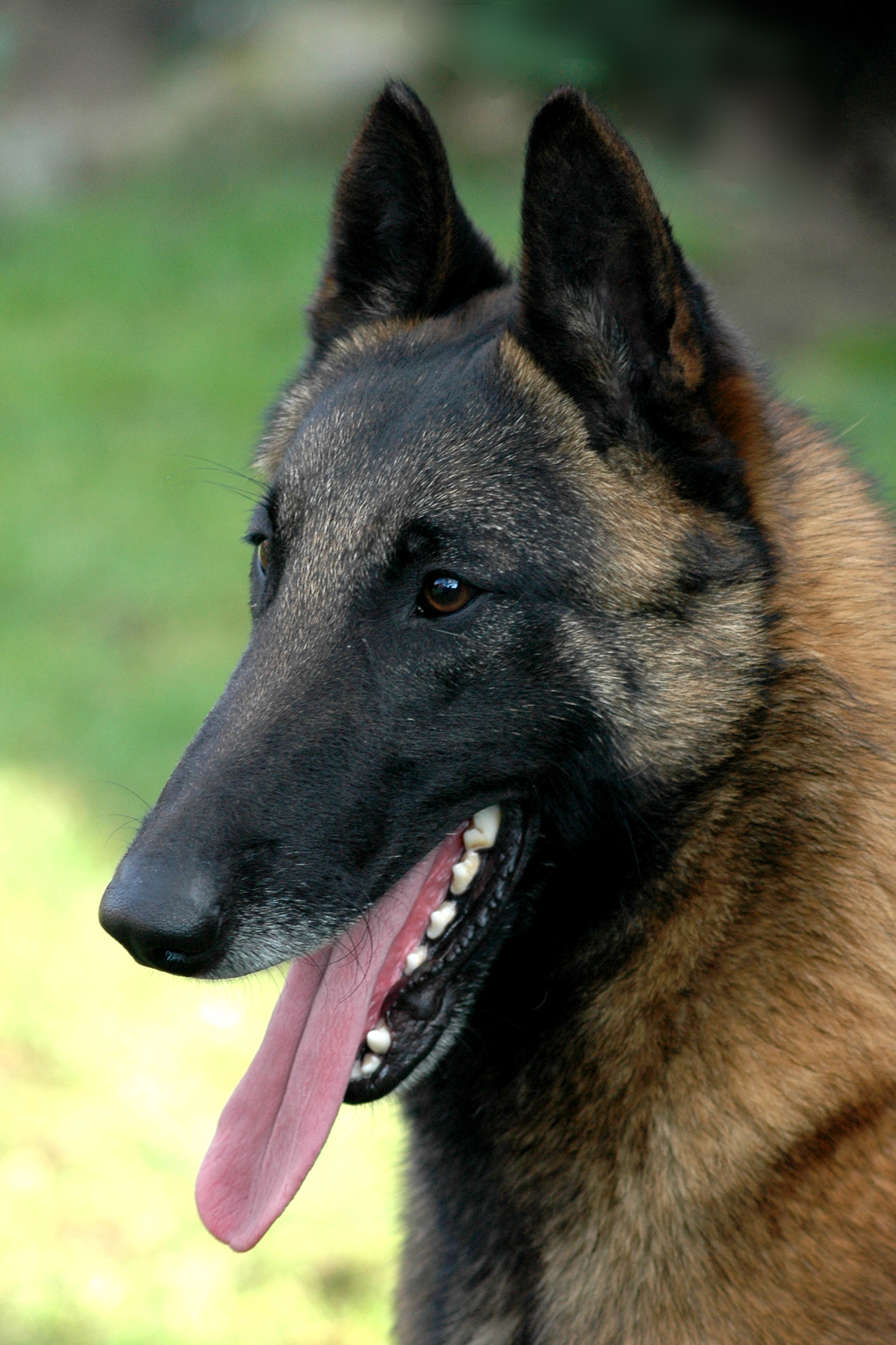
Malinois

A malinois (ritkán: mechelai) a négy belga juhászkutya egyike, és a legrégebbi képviselője a fajtának, melynek standardját 1880-1890 között rögzítették. Közepes méretű, rövid szőrű munkakutya, mely Malines környékéről származik. 

## Küllem
A legrövidebb szőrrel rendelkező belga juhászkutya. Küllemében hasonlít a német juhászkutyára. Nemes vonalú feje erőteljes megjelenésű. Arcorra kissé elkeskenyedő. Szeme sötétbarna, füle felálló. Mellkasa mély, kevésbé széles. Mellső mancsai kerekdedek. Végtagjai erőteljesek, párhuzamosak és jó csontozatúak. Lelógó, hosszú farka csánk alá ér, melyet egy kissé visszahajlítva tart. Szőrzete rőt fekete charbonage-zsal, és fekete maszkkal. A hosszú szőrű társaival szemben, nem igényel rendszeres ápolást, csupán a vedlési időszakban kell átkefélni. Marmagassága: 58–62 cm, testtömege: 24–28 kg.

## Jellem
Rendkívül figyelmes, könnyen és gyorsan tanul. Okos, szorgalmas, könnyen irányítható, szeret a gazda kedvében járni. Gyerekszerető, de mivel igen aktív és fürge, kisgyerekeket könnyen felboríthat. Mozgásigénye nagy.  Igen bátor. Nagyon érzékeny. 

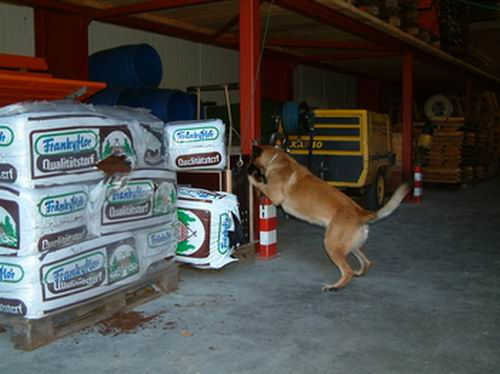
Munka közben

## Használhatóság, nevelés
Eredeti feladata a nyáj terelése volt, ma megbízható őrző-védő, testőr vagy sportkutya. A tisztán munkavonalú tenyészetekből származó kutyák mindazonáltal nem ajánlhatók családi kedvenceknek, őket a rendőrség és a vámőrség alkalmazza előszeretettel. Tapasztalatlan kutyatartóknak csak feltételesen ajánlott. Keménység nélkül, ugyanakkor szerető következetességgel kell nevelni. Sok mozgást és elfoglaltságot igénylő fajta. Kertben és lakásban egyaránt jól elvan, de mivel rendkívül erősen kötődik gazdájához, a lakást jobban kedveli.

## Érdekességek
Egy magyar tulajdonban lévő malinois, Lito nyerte meg 2016-ban a  Belga Juhászkutyák Világbajnokságát